# صموئيل دانيال
صموئيل دانيال (بالإنجليزية: Samuel Daniel)‏ (و. 1562 – 1619 م) هو شاعر، ومؤرخ، وكاتب مسرحي، وكاتب من مملكة إنجلترا، توفي في مملكة إنجلترا، عن عمر يناهز 57 عاماً.

## التعليم
تعلم في جامعة أوكسفورد.

## روابط خارجية
- صموئيل دانيال على موقع الموسوعة البريطانية (الإنجليزية)
- صموئيل دانيال على موقع ميوزك برينز (الإنجليزية)
- صموئيل دانيال على موقع إن إن دي بي (الإنجليزية)